# Dolnomoravský Úval
Dolnomoravský Úval är en dal i Tjeckien.   Den ligger i regionen Södra Mähren, i den östra delen av landet, 250 km sydost om huvudstaden Prag.